# Märkisches Museum

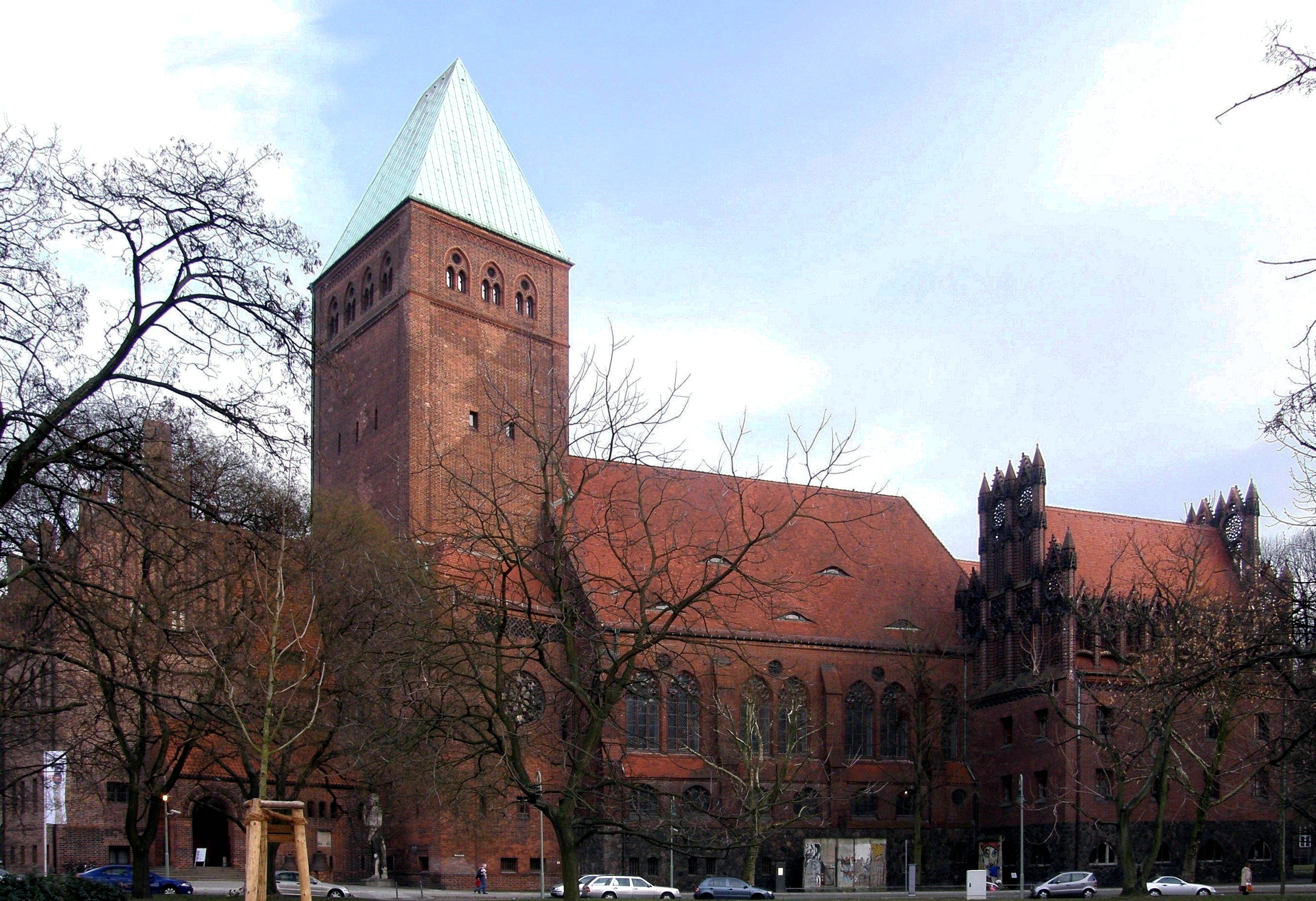
Märkisches Museum

Märkisches Museum ("Markgrevskapsmuseet") är ett museum i Berlin i Tyskland. Det är beläget på grönområdet "Köllnischer Park", nära Spree i stadsdelen Mitte, i centrum. Museet behandlar Berlins historia och kultur, och är säte för stiftelsen Stadtmuseum Berlin, som är huvudman för ett flertal museer med anknytning till Berlins lokalhistoria.
Museet invigdes 1908 och byggdes ursprungligen för att behandla Markgrevskapet Brandenburgs kulturhistoria och naturhistoria, och ritades därför av arkitekten Ludwig Hoffmann i en stil karakteriserad av en blandning av Brandenburgs historiska byggnadsstilar.  

## Bildgalleri

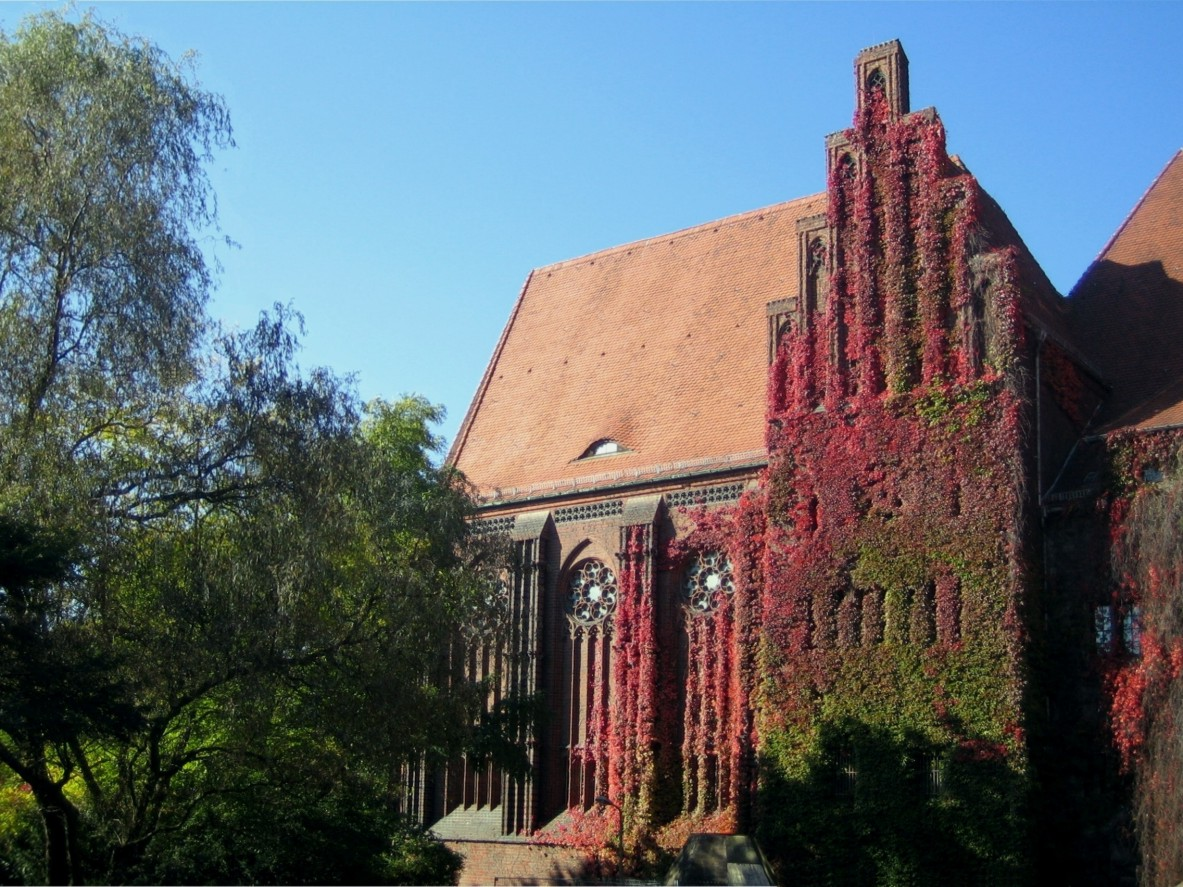
Fasad
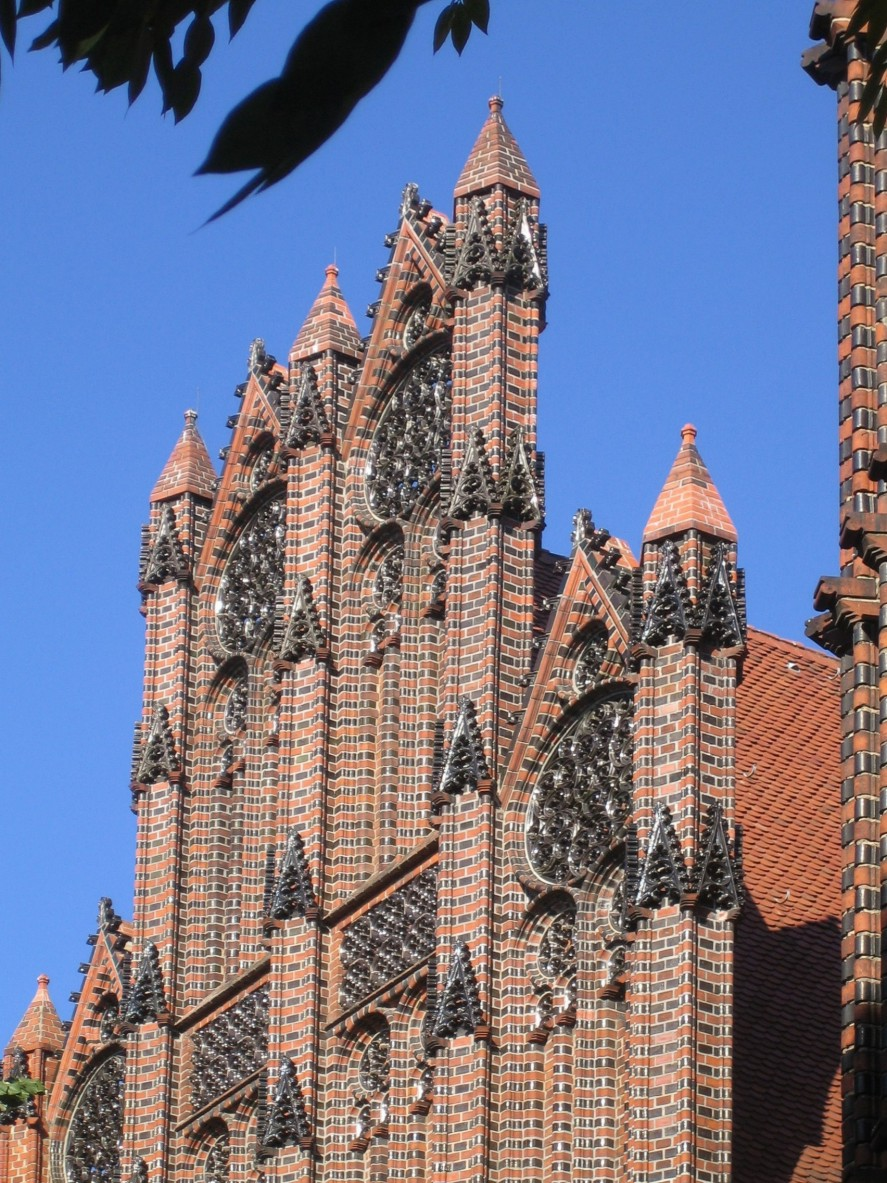
Fasaddetalj